# Sophie Thompson
Sophie Thompson (Londra, 20 gennaio 1962) è un'attrice britannica.

## Biografia
È figlia d'arte, infatti i genitori, Eric Thompson e Phyllida Law, sono attori di successo. Anche la sorella Emma Thompson è attrice. Ha lavorato con la mamma nel film Emma, nel quale interpretavano proprio il ruolo di figlia e madre. Fra i tanti film in cui ha lavorato bisogna ricordare Quattro matrimoni e un funerale e Gosford Park.
Sophie Thompson è anche un'apprezzata interprete teatrale e cantante di musical; per la sua performance in Into the Woods ha vinto il Laurence Olivier Award alla migliore attrice in un musical.

## Filmografia parziale

### Cinema
- Quattro matrimoni e un funerale (Four Weddings and a Funeral), regia di Mike Newell (1994)
- Persuasione (Persuasion), regia di Roger Michell (1995)
- Emma, regia di Douglas McGrath (1996)
- Ballando a Lughnasa (Dancing at Lughnasa), regia di Pat O'Connor (1998)
- La fidanzata ideale (Relative Values), regia di Eric Styles (2000)
- Gosford Park, regia di Robert Altman (2001)
- Nicholas Nickleby, regia di Douglas McGrath (2002)
- Harry Potter e i Doni della Morte - Parte 1 (Harry Potter and the Deathly Hallows - Part 1), regia di David Yates (2010)
- Mangia prega ama (Eat Pray Love), regia di Ryan Murphy (2010)
- Monte Carlo, regia di Tom Bezucha (2011)

### Televisione
- Tumbledown, regia di Richard Eyre – film TV (1988)
- L'ispettore Barnaby (Midsomer Murders) – serie TV, episodio 9x02 (2006)
- Poirot (Agatha Christie's Poirot) – serie TV, episodio 12x03 (2010)
- Delitti in Paradiso (Death in Paradise) – serie TV, episodio 3x01 (2014)
- Belgravia: The Next Chapter, regia di John Alexander, Paul Wilmshurst e Marisol Adler – miniserie TV, 8 puntate (2024)

## Teatro (parziale)
- Enrico VIII di William Shakespeare. Bristol Old Vic di Bristol (1982)
- Il racconto d'inverno di William Shakespeare. Bristol Old Vic di Bristol (1983)
- Le Baccanti di Euripide. Bristol Old Vic di Bristol (1983)
- Top Girls di Caryl Churchill. Bristol Old Vic di Bristol (1984)
- Fifth of July di Lanford Wilson. Bristol Old Vic di Bristol (1986)
- Amleto di William Shakespeare. Phoenix Theatre di Londra (1988)
- Molto rumore per nulla di William Shakespeare. Phoenix Theatre di Londra (1988)
- Un mese in campagna di Ivan Sergeevič Turgenev. Theatre Royal di Bath (1989)
- Come vi piace di William Shakespeare. Royal Shakespeare Theatre di Stratford-upon-Avon (1989)
- Tutto è bene quel che finisce bene di William Shakespeare. Royal Shakespeare Theatre di Stratford-upon-Avon (1989)
- Company di Stephen Sondheim e George Furth. Donmar Warehouse di Londra (1995)
- Into the Woods di Stephen Sondheim e James Lapine. Donmar Warehouse di Londra (1998)
- Misura per misura di William Shakespeare. Globe Theatre di Londra (2004)
- Clybourne Park di Bruce Norris. Royal Court Theatre di Londra (2010)
- Guys and Dolls di Frank Loesser, Jo Swerling e Abe Burrows. Savoy Theatre di Londra (2015)
- L'importanza di chiamarsi Ernesto di Oscar Wilde. Vaudeville Theatre di Londra (2018)
- Il divo Garry di Noël Coward. Old Vic di Londra (2019)
- Nudi e crudi da Alan Bennett. Nottingham Playhouse di Nottingham (2022)

## Riconoscimenti
- Premio Laurence Olivier
  - 1996 – Candidatura alla miglior performance in un ruolo non protagonista in un musical per Company
  - 1999 – Migliore attrice in un musical per Into the Woods
  - 2011 – Candidatura alla miglior attrice per Clybourne Park
  - 2016 – Candidatura alla migliore attrice in un musical per Guys and Dolls
  - 2020 – Candidatura alla migliore attrice non protagonista in un musical per Il divo Garry

## Doppiatrici italiane
Nelle versioni in italiano delle opere in cui ha recitato, Sophie Thompson è stata doppiata da:
- Antonella Rinaldi in Quattro matrimoni e un funerale
- Eleonora De Angelis in Emma
- Lorena Bertini in Ballando a Lughnasa
- Chiara Noschese in La fidanzata ideale
- Stefanella Marrama in Gosford Park
- Alina Moradei in Nicholas Nickleby
- Antonella Baldini in Belgravia: The Next Chapter